# Le Fresne-Camilly
Le Fresne-Camilly è un comune francese di 853 abitanti situato nel dipartimento del Calvados nella regione della Normandia.

## Società

### Evoluzione demografica
Abitanti censiti